# Holzinshaus

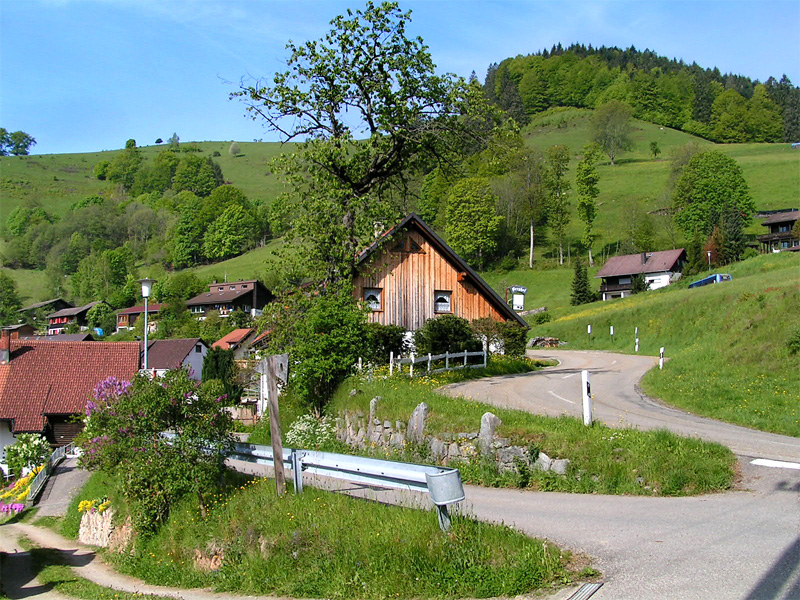
Holzinshaus

Holzinshaus ist ein Weiler, der zur Gemeinde Aitern im Landkreis Lörrach gehört. Der 98 Hektar große Wohnplatz auf etwa 775 m ü. NHN Höhe befindet sich auf der Belchenstraße (L 142) zwischen Aitern und dem Belchen bzw. der Straße zur Hohtannhöhe. Die gut 20 Häuser gruppieren sich um eine Spitzkehre auf einem terrassenförmigen Bergvorsprung. Nördlich am Weiler vorbei fließt der Aiternbach.

## Geschichte

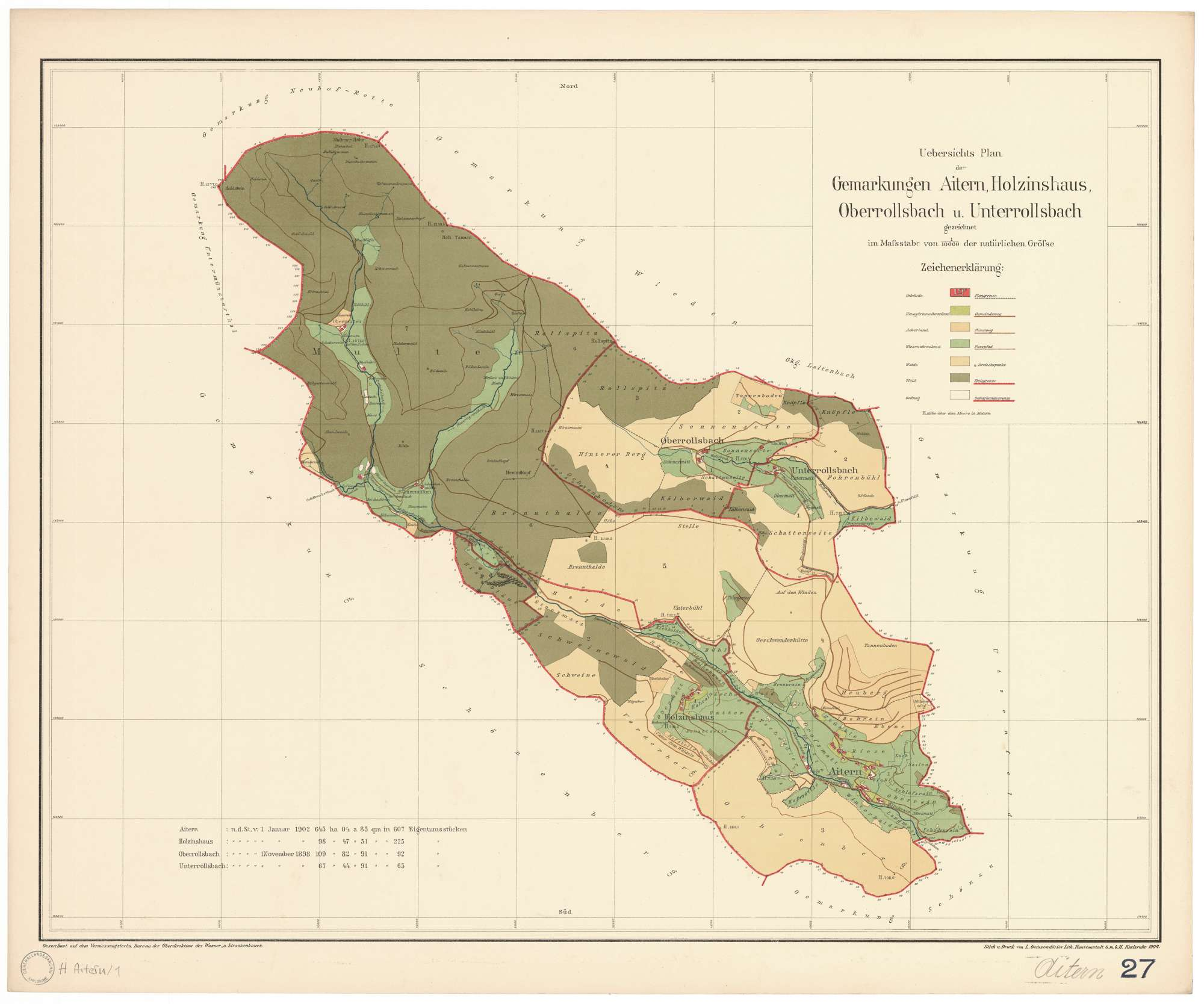
Holzinshaus auf einer historischen Karte von 1904

Die Ersterwähnung von Holzinshaus war 1352, historische Namensformen sind für 1352 mit Holzinhus und 1374 mit Holczishus belegt. Namensgebend waren Mitglieder der Familie Holtzin. Zeitweise war das Gut in Holzinshaus unrentabel und daher unbewohnt. Bis etwa 1500 war der Weiler im Besitz der Leutpriesterei und wurde dann an Landwirte verkauft. Weidestreitigkeiten unter Bauern des Dorfes konnten 1759 vor dem Schönauer Vogt beigelegt werden. Ein Weiterer Streit um Fahrrechte auf den Weiden zwischen den Bewohnern von Aitern und Holzinshaus führte zu einer neuen Festlegung der Gemarkung im Jahr 1763. Bis zur Vereinigung mit der Gemeinde Aitern 1934 war der Weiler eine eigene Gemarkung. 1844 hatte Holzinshaus 50 Einwohner, die dem katholischen Glauben angehörten. 1847 vernichtete ein Brand fünf Häuser des Ortes, die von zwölf Familien bewohnt wurden. Da alle Häuser aus Stein mit Satteldach wiederaufgebaut wurden existiert heutzutage kein einziges historisches Schwarzwaldhaus im Ort.